# Kate Nelligan
Patricia Colleen Nelligan (ur. 16 marca 1950 w Londonie) – kanadyjska aktorka filmowa, nominowana do Oscara za rolę w filmie Książę przypływów.